# В наших глазах
«В наших глазах» — песня советской рок-группы «Кино», включённая в студийный альбом «Группа крови» (1988; 7-я композиция из 11-ти). Премьера песни состоялась ещё до выхода альбома — впервые она была представлена зрителям 3 июня 1987 года на Пятом фестивале Ленинградского рок-клуба.
В декабре музыканты участвовали в записи клипа «В наших глазах», который в 1988 году был показан в телепрограмме «Взгляд». Десять лет спустя, в декабре 1998 года, музыкальная радиостанция «Наше радио» начала свой первый выход в эфир с песни «В наших глазах».
К песне проявляют интерес музыкальные критики, представители научного сообщества, анализирующие её содержание, а также кинематографисты (композиция звучит в фильмах «Последний герой», «Сёстры», «Цой»).

## Содержание. Структура
Постой! Не уходи!

Мы ждали лета – пришла зима

Мы заходили в дома, но в домах шёл снег

Мы ждали завтрашний день

Каждый день ждали завтрашний день

Мы прячем глаза за шторами век
«В наших глазах» — песня, состоящая из двух куплетов-шестистиший и дважды воспроизведённого рефрена, начинающаяся с обращения к некоему адресату: «Постой! Не уходи!». Условный адресат — это собирательный образ: в нём обнаруживаются черты зрителей и слушателей, лирического героя и рок-автора; свидетельством этого является возникшее уже во второй строфе местоимение «мы»: «Мы ждали лета — пришла зима». В общей сложности, личное местоимение «мы» и притяжательное местоимение «наши» используется в тексте более двадцати раз. Уже в первом куплете озвучивается «мотив ожидания» («Мы ждали завтрашний день»), причём, как отмечают исследователи, грядущее для героя одновременно и реально, и призрачно.
В куплетах воспроизводится атмосфера мира, в котором герой и его единомышленники чувствуют себя неуютно: «Мы хотели пить — не было воды, / Мы хотели света — не было звезды». Рефрен, состоящий из восьми строк, отражает возможность выбора между системой запретов и свободой («В наших глазах крики „Вперёд!“, / В наших глазах окрики „Стой!“») и показывает, что мировоззренческий конфликт можно преодолеть — нужно лишь найти силы, чтобы победить собственную инертность. В конце песни лирический герой повторно обращается в повелительном наклонении к адресату, предлагая тому определиться самостоятельно: «Что тебе нужно — выбирай!».

## Первые записи и выступления
Песня «В наших глазах» вошла в альбом «Группа крови», записью которого музыканты «Кино» занимались в 1987 году. Сосредоточившись на работе с портастудией, которая размещалась в квартире барабанщика Георгия Гурьянова, музыканты в тот период максимально ограничили публичные выступления. Тем не менее часть композиций из будущего альбома, включая «В наших глазах», была всё-таки представлена на Пятом фестивале Ленинградского рок-клуба, проходившем с 3 по 7 июня 1987 года. Зрители, по данным исследователей, сочли, что их ожидания не оправдались, отход от прежней стилистики группы их разочаровал, а потому реакция на новые песни «Кино» оказалась весьма прохладной.
В декабре 1987 году группа приступила к записи клипа «В наших глазах» для телевидения. Выход готового клипа, вероятно, задерживался, потому что спустя несколько месяцев Цой сообщил в интервью журналистам музыкального ежемесячника «РИО», редактором которого был историк рок-музыки Андрей Бурлака, что записанный для телевидения ролик «лежит, ждёт». Клип был показан в 1988 году в телепередаче «Взгляд», о которой, по свидетельству журналиста Михаила Садчикова, лидер группы «Кино» отзывался лаконично: «Нормальная программа». Десять лет спустя, 14 декабря 1998 года, только что созданная музыкальная радиостанция «Наше радио» начала своё вещание с песни Цоя «В наших глазах».

## В структуре рок-цикла «Группа крови»

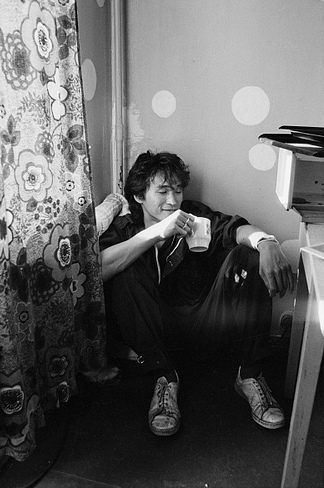
Виктор Цой в 1986 году

При анализе песни «В наших глазах» исследователи отмечают, что композицию, включённую в трек-лист альбома под седьмым номером, следует рассматривать в контексте «метафизического сюжета» всего рок-цикла «Группа крови». По словам писателя Александра Житинского, альбом воспринимается им как своеобразный поход «последнего героя» сквозь ночь и звёзды, при этом каждая из песен является неким звеном в общей цепочке движения «между небом и землёй». Так, если первые пять песен, согласно трактовке Житинского, показывают постепенное развитие конфликта, заявленного в первой композиции («Группа крови — на рукаве, / Мой порядковый номер — на рукаве»), то шестая — «Бошетунмай» — это «привал», остановка в пути. Во время «привала» автор с дружеской иронией вспоминает о Борисе Гребенщикове, Василии Шумове, Константине Кинчеве («Все говорят, что мы вместе, / Все говорят, но немногие знают, в каком»). Из «Бошетунмая» постепенно вырастает основная тема второй части альбома — поиски единомышленников, которая начинается с песни «В наших глазах» и развивается в следующей («Попробуй спеть вместе со мной, / Вставай рядом со мной!»).
Иной взгляд на взаимосвязь между песнями в «Группе крови» предложила филолог Светлана Петрова. По её мнению, каждую из композиций можно рассматривать как самостоятельную историю, однако в совокупности они создают сюжет, в котором песне «В наших глазах» отведена особая роль: в этом произведении «сформирована концепция онтологической двойственности человеческого существования», показана проблема мировоззренческого выбора, с которым сталкивается лирический герой.

## Своеобразие песни
В тексте песни, по мнению филолога Светланы Петровой, представлена онтологическая двойственность бытия. Уже первые строки показывают, что надежды лирического героя, стремящегося избавиться от внутреннего кризиса, разрушаются препятствиями, в том числе природными: «Мы ждали лета — пришла зима». Попытки персонажа и его единомышленников обрести гармонию в своём и чужом жилище опять-таки оказываются неудачными: дома́, в которые они заходят, не дают ожидаемого тепла и не защищают от снега, который символизирует холод в человеческих отношениях: «Мы заходили в дома, но в домах шёл снег». Чтобы закрыть своё пространство от недружелюбного мира, герои «прячут глаза за шторами век».
Своеобразной защитой для персонажей служит дождь — этот элемент песни существует «вне дома» и помогает выжить: «Мы выходили под дождь и пили воду из луж». Дождь в контексте композиции является символом свободы: герои, отказываясь от бытового уюта, согласны вымокнуть ради сохранения права на выбор пути. Образ людей, для которых вода «из луж» притягательнее, чем дистиллированная вода из кухонного крана, вполне соответствует, по словам Петровой, «концептуальным отличительным чертам рока — протесту против будничного, обывательского сознания».
Часть образов, показывающих сложную философию героя, фигурирует в рефрене песни: «В наших глазах — звёздная ночь, / В наших глазах — потерянный рай». Ночь в творчестве Цоя занимает особое место — у него это не беспросветная мгла, а время суток, несущее надежду. Звёзды в творчестве группы «Кино» выполняют роль путеводного маяка: они дают свет и позволяют заплутавшему путнику найти дорогу (отсылки к такому восприятию присутствуют, к примеру, в строчках другой песни: «В небе над нами горит звезда, / Некому, кроме неё, нам помочь»). Со звёздной ночью соседствует «потерянный рай», образ которого, по версии Петровой, в трактовке рок-автора «амбивалентен, так как если рай потерян, значит человек «обитает в грешном земном мире». Как подчёркивает Петрова, лирический герой песни не стремится «до основания» разрушить тот мир, в котором ему неуютно, но в то же время не боится противостоять ему. Персонаж осознаёт, что жизнь предлагает людям множество вариантов, однако они «станут реальными только при условии сделанного человеком выбора».

В «Группе крови» противопоставлены два образа жизни: эгоистичная замкнутая жизнь в доме и жизнь-борьба, жизнь-поиск, связанная с образом Пути. Герой отказывается от спокойствия, ведомый своей звездой. <…> Он готов в одиночку сражаться за свой идеал (вскоре прозвучит мотив «весь мир идёт на меня войной»). Это путь избранных, «безумных», с обывательской точки зрения. Настойчиво звучит требование выбора («В наших глазах потерянный рай / В наших глазах закрытая дверь / Что тебе нужно? Выбирай!»).— А. В. Лексина-Цыдендамбаева

## В записи участвовали
- Виктор Цой — вокал
- Георгий Гурьянов — драм-машина
- Юрий Каспарян — гитара
- Игорь Тихомиров — бас-гитара

## Отзывы и рецензии
Отзывы об альбоме «Группа крови» вообще и песне «В наших глазах» в частности среди современников Цоя были разноречивыми. Так, музыкальный критик Артемий Троицкий, рассказывая о реакции слушателей на выход нового рок-цикла группы «Кино», упоминал, что молодёжь 1980-х годов, жившая в эпоху «всеобщего распада», воспринимала кассету с записью «Группа крови» как некий монолит и «символ веры»: «Подростки молились на неё. „Мы хотели песен — не было слов. / Мы хотели спать — не было снов“».
Писатель Александр Житинский отмечал в рецензии, что «„Группа крови“ стала «одним из лучших альбомов в истории отечественного рока». Журналист Владимир Терещенко в 1988 году писал, что тема выбора, заявленная в песне «В наших глазах», поначалу может восприниматься как детская считалка: «Выбирай поскорей, не задерживай добрых и честных людей». Постепенно, однако, у человека возникают и первые вопросы о мироустройстве, и первые разочарования, и диссонанс между «устремлением и возможностью»: «Мы хотели пить — не было воды, / Мы хотели света — не было звезды». «Попав в ситуацию конфликта между „порывом и реальностью“, взрослеющие люди пытаются утолить жажду водой из дождевых луж», указывал журналист. Говоря о музыкальной составляющей альбома, Терещенко упоминал Юрия Каспаряна, работа которого была «хороша» в ряде композиций, включая «В наших глазах»: «Он удивил как разнообразием гитарных приёмов, так и усложнившимся музыкальным мышлением». Евгений Додолев в том же 1988 году отмечал, что главным достоинством альбома «Группа крови» является авторский переход от прежнего безапелляционного я к «нервному мы»; в качестве аргумента журналист вынес в текст рецензии цитаты из песни «В наших глазах».
Иные оценки высказали рок-музыкант Александр Титов и продюсер Андрей Тропилло. Первый признал, что новый альбом «Кино» — это «не попсуха, в которой тогда стали упрекать Цоя, а просто дань моде». Второй счёл, что в этом случае речь идёт о хорошем альбоме, который можно было бы назвать «Группа крови, насмотревшись видеофильмов»: «Цой всегда разрывался между трагедией, серьёзностью и попсой... А трагедия не может быть попсовой».

## Актуальность
Если в 1980—1990-х годах интерес к песне «В наших глазах» проявляли в основном музыкальные критики, то в XXI веке она стала объектом внимания представителей научного сообщества. Так, доцент кафедры русского языка и литературы Ленинградского государственного университета имени Пушкина Светлана Петрова в статье, посвящённой песне Цоя, обозначила важность философской интерпретации этого рок-текста. В 2013 году в сборнике «Русская рок-поэзия: текст и контекст» была опубликована статья Елены Ивановой «Концепт „Ночь“ в структуре языковой личности В. Цоя», где отмечалось, что в рамках данной проблематики одной из ключевых композиций следует считать «В наших глазах». О сохраняющейся актуальности песни упоминают авторы статьи «Особенности функционирования интертекстемы „Потерянный рай“ в русской рок-поэзии XX—XXI веков» Алла Павлова и Любовь Ермакова («Верхневолжский филологический вестник», 2020, № 4).
Песня «В наших глазах» звучит в ряде фильмов, снятых в 1990-х годах и XXI столетии. Среди них — две картины Алексея Учителя («Последний герой», 1992; «Цой», 2020). В 2001 году вышла лента Сергея Бодрова «Сёстры», в которую — наряду с «Кукушкой», «Следи за собой», «Стуком» — была включена и композиция «В наших глазах». По воспоминаниям режиссёра Алексея Балабанова, именно он порекомендовал Бодрову использовать в «Сёстрах» музыку Цоя, пояснив, что она «очень киношная»: «И это правда, и она там работает». Как отмечала автор статьи «Эрзац-звезда: Цой и кинематограф» А. В. Фадеева («Русская рок-поэзия: текст и контекст», 2013), песни Цоя, интегрированные в сюжет фильма, не только являются органичным элементом действия, но и служат «ключом к пониманию того или иного эпизода».

## Комментарии
1. ↑  Поскольку Цой при жизни не планировал публиковать свои тексты («Нет, я считаю, что они должны звучать вместе с музыкой, вернее даже, с группой»), то «канонического», авторизованного варианта его стихов не существует. Здесь и далее сохранена пунктуация авторов книг, статей, составителей сборников, в которых цитируются его тексты[2].
2. ↑  В записи участвовали: Виктор Цой (вокал, гитара), Юрий Каспарян (лидер-гитара,  драм-машина, бэк-вокал), Игорь Тихомиров (бас-гитара), Георгий Гурьянов (драм-машина, бэк-вокал), Андрей Сигле (клавишные), Алексей Вишня (сведение)[4].